# Der Eisenbahnmarder
Der Eisenbahnmarder ist ein deutscher Detektivfilm aus dem Jahre 1917 der Filmreihe Stuart Webbs. Die Titelrolle spielt Ernst Reicher.

## Handlung
Während einer Fahrt mit der Eisenbahn werden die Schauspielerin Senta Serra, der Bankier Rosenthal und der Maler Mornes bestohlen. Gentlemandetektiv Stuart Webbs eilt herbei und untersucht den Fall in mehreren Masken. Er findet heraus, dass die Diebstähle von einem gewissen Baron Nardoni und seiner Komplizin, dem Fräulein Brionne, begangen wurden. Beide werden verhaftet.

## Produktionsnotizen
Der Eisenbahnmarder passierte die Filmzensur im Juli 1918 und wurde am 30. August 1918 im U.T. Kurfürstendamm uraufgeführt. Der vieraktige Film besaß 1252 Meter Länge und wurde mit Jugendverbot belegt. Bei diesem Film handelt es sich um das 22. Stuart-Webbs-Abenteuer.

## Kritik
In Paimann’s Filmlisten ist zu lesen: „Stoff und Photos sehr gut. Spiel, Szenerie und besonders die Fluchtszene ausgezeichnet.“